# Próspero Bonelli
Próspero Bonelli (Concepción del Uruguay, Provincia de Entre Ríos; 1 de septiembre de 1975) es un piloto argentino de automovilismo. Compitió a nivel nacional en las Fórmulas Renault y Súper Renault de Argentina y en la categoría nacional TC Pista, de la cual fue campeón en el año 2007. Debutó en el automovilismo en el año 1994, compitiendo en la Fórmula Entrerriana, categoría de la cual obtuvo el título en 1997. En el año 2008 y tras su consagración en el TC Pista, debutó en el Turismo Carretera llevando adelante la atención de su propia unidad. 
Actualmente, Próspero Bonelli compite en el Turismo Carretera, siendo parte del mismo a bordo de un Ford Falcon, del cual él mismo se encarga de su preparación, puesta en pista y conducción, siendo uno de los pocos pilotos que mantienen viva la esencia de los pilotos-preparadores que caracterizó por mucho tiempo al TC. Al mismo tiempo, junto a su equipo se encarga de la atención y puesta en pista de una unidad similar para su hermano menor, Nicolás Bonelli, quien debutó en el año 2011 en la categoría TC Pista, tras consagrarse subcampeón en 2010 en la categoría TC Mouras.

## Su equipo

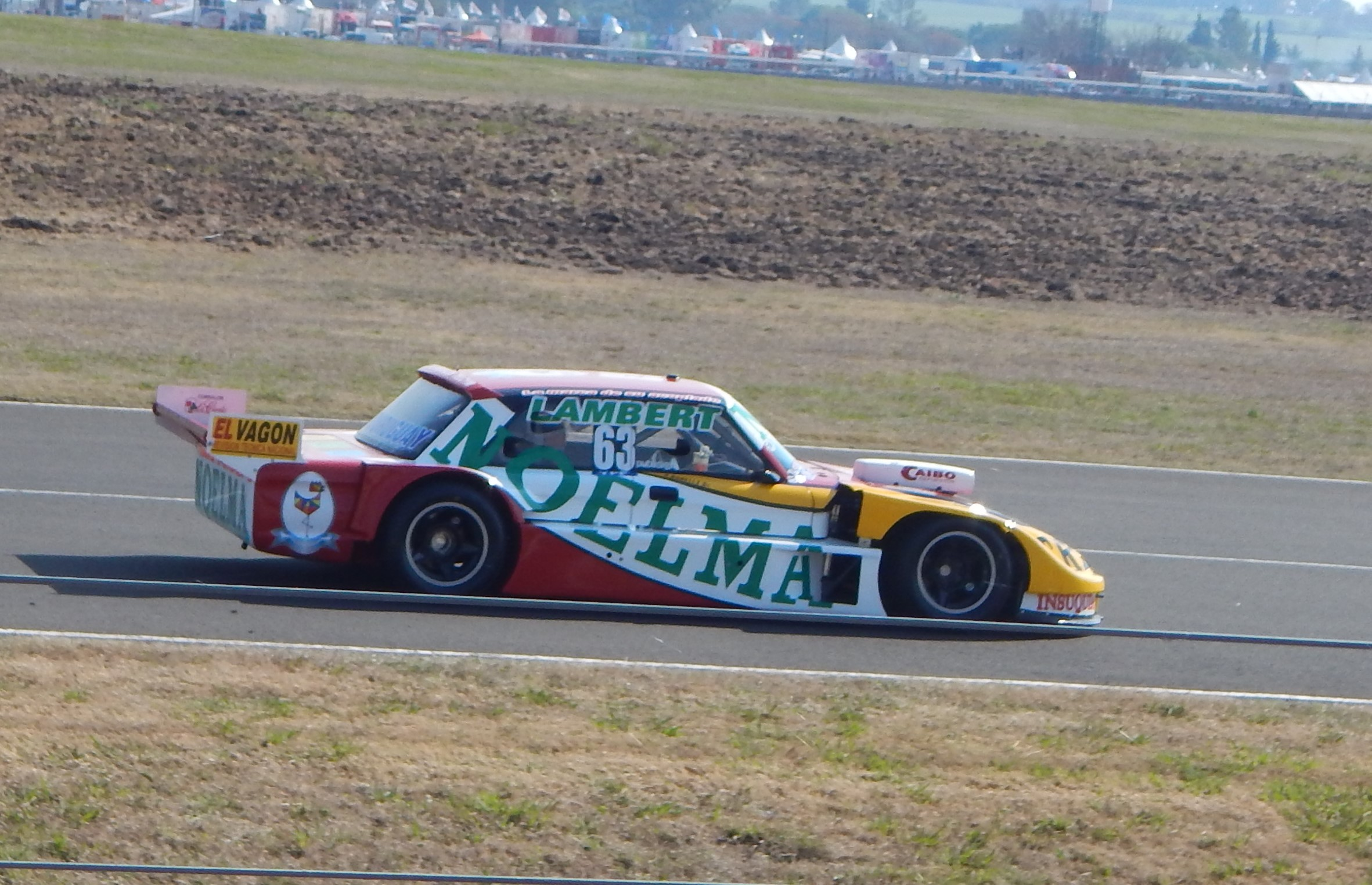
Bonelli en el Autódromo de Paraná.

En el año 2003, Próspero Bonelli inició su emprendimiento más grande dentro del automovilismo argentino, al fundar su propia escudería de automovilismo: El Bonelli Competición. En esta escudería, el piloto entrerriano se encarga de la preparación, puesta en pista y conducción de una unidad Ford Falcon, marca con la cual corriese durante toda su incursión por las diferentes categorías de la Asociación Corredores de Turismo Carretera. Esta iniciativa de poner su propio equipo y de encargarse de la atención propia de su unidad, fue una práctica que poco a poco se fue dejando de lado en el Turismo Carretera, dando lugar a la incursión de escuderías poderosas, siendo además una de las esencias de vida del TC. El equipo debutaría ese año en el TC Pista. 
El trabajo de este joven piloto preparador se vio recompensado en el año 2007, cuando a fuerza de su trabajo, llegó a pelear el título de la categoría TC Pista, obteniendo un gran número de victorias. Finalmente, ese año Bonelli se consagraría Campeón Argentino de TC Pista, obteniendo de esta forma el ascenso al Turismo Carretera. A pesar de que el título llegara a causa de una impericia mecánica por parte del equipo de su rival Juan Marcos Angelini, esto no fue motivo suficiente para empañar la gran tarea ejercida por Bonelli a lo largo del año.
Con el paso del tiempo, Bonelli fue ganándose poco a poco su lugar dentro del Turismo Carretera, siempre fiel a la práctica de la preparación y conducción, ampliando además su trabajo en el año 2010, con la incursión de su hermano menor Nicolás Bonelli, quien con una unidad similar a la de Próspero llegó a alcanzar el subcampeonato de la categoría TC Mouras, y consiguiendo el correspondiente ascenso al TC Pista.

## Palmarés
| Año  | Categoría                          | Coche            |
| ---- | ---------------------------------- | ---------------- |
| 1989 | Campeón Karting entrerriano        | Karting          |
| 1990 | Campeón Karting entrerriano        | Karting          |
| 1991 | Campeón Karting entrerriano        | Karting          |
| 1992 | Campeón Karting entrerriano        | Karting          |
| 1993 | Subcampeón Karting entrerriano     | Karting          |
| 1994 | Debut en Fórmula Entrerriana       |                  |
| 1995 | Subcampeón Fórmula Entrerriana     |                  |
| 1996 | Subcampeón Fórmula Entrerriana     |                  |
| 1997 | Campeón en Fórmula Entrerriana     | Tulia XXV Crespi |
| 1998 | Debut en Fórmula Renault Argentina | Tulia XXV Crespi |
| 1999 | Fórmula Renault Argentina          | Tulia XXV Crespi |
| 2000 | Fórmula Súper Renault Argentina    | Dallara          |
| 2001 | Fórmula Súper Renault Argentina    | Dallara          |
| 2002 | Fórmula Súper Renault Argentina    | Dallara          |
| 2003 | Debut en TC Pista                  | Ford Falcon      |
| 2004 | TC Pista                           | Ford Falcon      |
| 2005 | TC Pista                           | Ford Falcon      |
| 2006 | TC Pista                           | Ford Falcon      |
| 2007 | Campeón en TC Pista                | Ford Falcon      |
| 2008 | Debut en Turismo Carretera         | Ford Falcon      |
| 2009 | Turismo Carretera                  | Ford Falcon      |
| 2010 | Turismo Carretera                  | Ford Falcon      |
| 2011 | Turismo Carretera                  | Ford Falcon      |
| 2012 | Turismo Carretera                  | Ford Falcon      |
| 2013 | Turismo Carretera                  | Ford Falcon      |
| 2014 | Turismo Carretera                  | Ford Falcon      |
| 2015 | Turismo Carretera                  | Ford Falcon      |
| 2016 | Turismo Carretera                  | Ford Falcon      |
| 2017 | Turismo Carretera                  | Ford Falcon      |
| 2018 | Turismo Carretera                  | Chevrolet Chevy  |
| 2019 | Turismo Carretera                  | Chevrolet Chevy  |

| Título  | Especialidad        | Marca              | Año  |
| ------- | ------------------- | ------------------ | ---- |
| Campeón | Fórmula Entrerriana | Tulia XXV (Crespi) | 1997 |
| Campeón | TC Pista            | Ford Falcon        | 2007 |

### Otras distinciones
| Título  | Especialidad        | Año  |
| ------- | ------------------- | ---- |
| Campeón | Karting Entrerriano | 1990 |